# Buffalo, Iowa
Buffalo este un oraș cu o populație de 1321 de locuitori, situat în comitatul Scott, statul Iowa din Statele Unite ale Americii.